# Monde méditerranéen au XIIe siècle
 (1er juin 2017).
- Si vous ne connaissez pas le sujet, laissez ce bandeau (vous pouvez alors contacter les auteurs).
- Si vous supprimez le contenu mis en cause (vous pouvez préalablement contacter les auteurs),

argumentez précisément cette suppression dans la page de discussion
(un manque de référence n'est pas un argument ; une recherche réelle de référence doit avoir été effectuée, être formellement documentée).
 (novembre 2012).
Si vous disposez d'ouvrages ou d'articles de référence ou si vous connaissez des sites web de qualité traitant du thème abordé ici, merci de compléter l'article en donnant les références utiles à sa vérifiabilité et en les liant à la section « Notes et références ».

Cet article décrit le monde méditerranéen au XIIe siècle sur les plans civilisationnel et géostratégique.
La mer Méditerranée est le mare nostrum des Latins, sur laquelle trois continents ont une façade, l'Afrique, l'Europe et l'Asie, et les pays qui l'entourent n'ont été dominés que par l'Empire Romain. Au IXe siècle, c'est une zone de richesses qui attire les convoitises.
En 1085, Tolède, ville musulmane, tombe face aux chrétiens, et Alphonse de Castille en fait sa capitale. En 1095, Jérusalem (aux mains des musulmans depuis 638) est prise par les Turcs Seldjoukides qui la perdent en 1098 au profit des Fatimides. Les massacres causés par les Seldjoukides provoquent un choc chez les chrétiens, et motivent la première croisade.

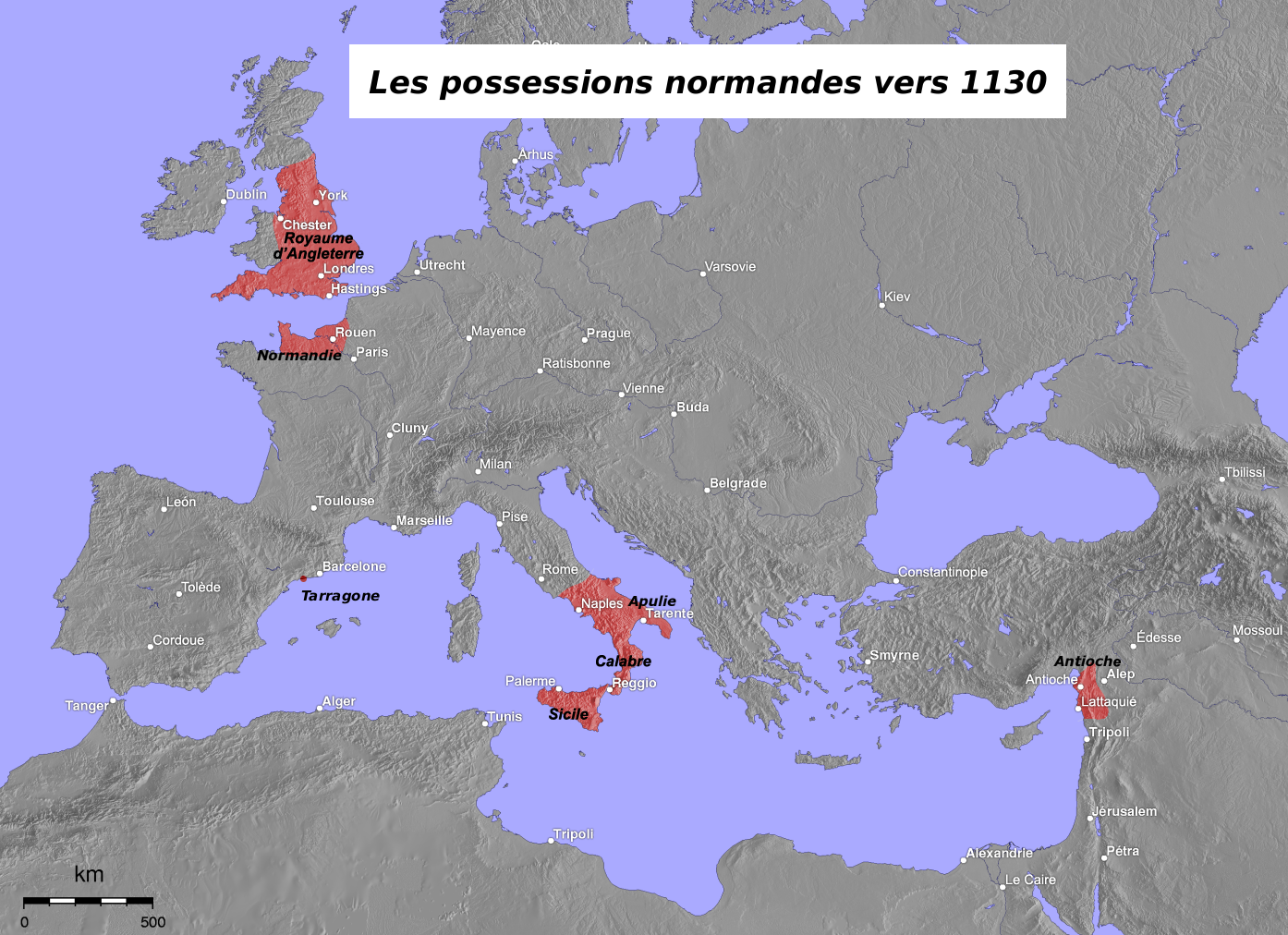
Des nouveaux venus dans le monde méditerranéen lors du XIIe siècle viennent changer la donne de la confrontation des trois civilisations : les Normands.

Les trois civilisations en présence sont : le monde musulman, l'Occident chrétien et l'Empire byzantin.

## Byzance et son empire
L'Empire byzantin est en fait l'ancien Empire Romain d'Orient. Sa capitale, Constantinople, est située sur le détroit du Bosphore. La ville s'appelait Byzance autrefois, d'où le nom d'Empire byzantin, mais l'empereur Constantin l'a rebaptisée sur le site de cette dernière. Au XIIe siècle, la dynastie des Comnènes règne sur l'Empire Byzantin.
L'Empereur (appelé basileus signifiant roi en grec) est le chef de l'Église. L'Empire Byzantin est une civilisation chrétienne orthodoxe. Les orthodoxes ont été évangélisés par les moines Cyril et Méthode et sont soumis à un Patriarche   et n'obéissent pas au Pape, d'où le schisme en 1054, entre chrétiens d'Orient (orthodoxes) et chrétiens d'Occident (catholiques).
Les églises byzantines sont en forme de croix grecque entourée par un carré : le carré symbolise la Terre ; le Ciel est symbolisé par une ou plusieurs coupoles.
L'art byzantin est caractérisé par les icônes et les mosaïques. Mais cet empire est affaibli sur le plan financier, politique, et militaire. En 1082, menacés par les Normands installés en Sicile, les Byzantins abandonnent le monopole du commerce aux Vénitiens pour que ceux-ci leur prêtent une flotte puissante afin de les protéger d'une éventuelle attaque normande.

## Le monde musulman
- Principales voies commerciales avant la prise de contrôle de la Méditerranée par les musulmans.
- Voies commerciales au VIIIe siècle : le trafic évite la Méditerranée occidentale et passe par l'Adriatique.
- Empire musulman et son expansion (flèches).
- Empire byzantin sur la défensive.
- Francs et leur expansion (flèches)[note 1].
- Lombards

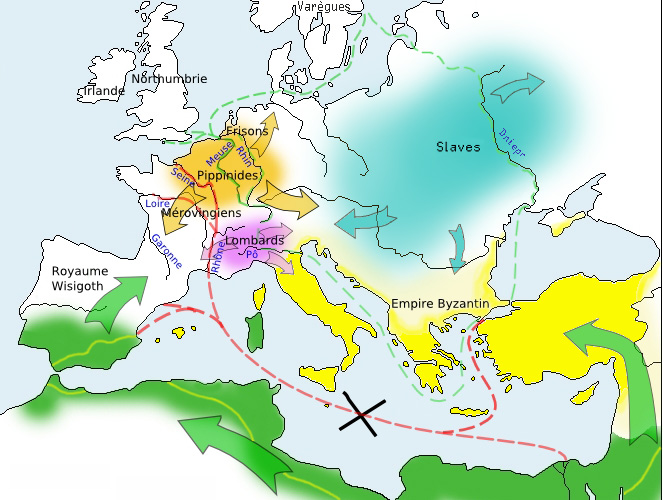
Conséquences de l'expansion musulmane des sur la Méditerranée.
Empire musulman et son expansion (flèches).
Empire byzantin sur la défensive.
Francs et leur expansion (flèches).
Lombards

Le monde islamique apparaît comme un monde aussi morcelé et incapable de s'unifier que le monde chrétien. Plusieurs dynasties le contrôlent :
- les Turcs Seldjoukides, qui dominent le calife abbasside de Bagdad et créent de petits émirats en Jezirah, en Anatolie et en Syrie. Ils sont aidés par des gouverneurs, les atabegs, qui ont tous plus ou moins des désirs d'indépendance. Ce sont des musulmans sunnites.
- les Fatimides, une dynastie chiite, contrôle l'Égypte depuis Le Caire ; cependant, celle-ci est envahie dès 1169 par un envoyé de l'atabeg Nur al-Din, et définitivement conquise par Saladin en 1171
- les Berbères, Almoravides puis Almohades, dominent le Maghreb et l'al-Andalus.

Si l'élite dirigeante du monde islamique est convertie à l'islam (litt. soumission à Dieu), une religion monothéiste révélée par Mahomet (570-632), la majorité de la population n'est pas encore musulmane. Nombre de chrétiens, de juifs et d'animistes habitent le monde islamique : ce sont les dhimmis.
La civilisation musulmane est une civilisation brillante sur le plan artistique et intellectuel et son artisanat est plus développé qu'en occident à la même époque. La vie intellectuelle est intense grâce notamment aux contacts avec les civilisations grecque, indienne et chinoise dont ils ont hérité les connaissances. Les musulmans ont importé les chiffres dits arabes — qui remplacent les chiffres romains — la numération positionnelle et le zéro (cf. Brahmagupta), des inventions d'origine indienne. Al-Khawarizmi, mathématicien perse, a inventé l'algèbre avec les systèmes d'équation (Algorithme). Al Idrissi était un géographe performant, et Averroès à Cordoue était un important philosophe, médecin, juriste et mathématicien. Les médecins du monde islamique comme Averroès ou le persan Avicenne, étaient très en avance par rapport à ceux de l'occident : leur science fut par la suite enseignée dans des facultés de médecine du monde chrétien.
Un art et une architecture propres sont développés, avec des bâtiments comme les mosquées et les madrasas, spécifiques à ce domaine ; toutefois, une grande diversité de formes et de techniques sont employées selon les régions et les cultures.

## L'Occident chrétien
Ce sont les chrétiens d'Occident. Leur religion est le Catholicisme, ils forment la Chrétienté
avec à sa tête le Pape à Rome. Celui-ci se fait obéir de tous les Catholiques.
La langue pour la messe est le latin ce qui caractérise les chrétiens de l'ouest. Les églises sont en forme de croix latine. Elles sont imprégnées de l'art roman. En effet, leurs voûtes sont en forme de berceau. On trouve en Occident une influence orientale, comme à Venise avec la basilique Saint Marc; Venise est la ville d'occident qui a le plus de contacts avec l'orient.
L'art gothique (appelé d'abord art francilien) apparaît en Île-de-France. Il permet de construire plus en hauteur et de faire des murs plus fins. Ainsi, les églises sont beaucoup plus lumineuses, plus élancées et moins massives.
Dans le monde latin, on distingue plusieurs types d'État :
- de grands États (exemple : Royaume de France) ;
- de petits États (exemple : Royaume de Castille) ;
- des cités-États (exemple : République de Venise).

La société latine se divise en trois ordres :
- le Clergé (au sommet) : ses membres sont des gens d'église ;
- la Chevalerie (origine de la noblesse) : une classe guerrière dont est issue l'aristocratie. Un lien de type féodal unit entre eux les membres de la noblesse, du vassal au suzerain. Quand ils ne sont pas en guerre, entre eux le plus souvent, ils vont à la chasse, un de leurs privilèges, ou organisent des tournois pour s'entraîner, un des loisirs favoris de cette classe toujours plus oisive. Ils sont souvent analphabètes. À la mort du seigneur, l'aîné hérite du fief alors que le cadet entre dans l'Église, qui interdit à la chevalerie de se battre à certains moments de l'année ;
- le tiers état : représenté par la paysannerie, la bourgeoisie des villes de plus en plus puissantes, qui bientôt seront en mesure d'acheter des seigneuries, et les artisans.

## Les conflits armés
En plus des conflits locaux mettant en prise des seigneuries souvent rivales, les conflits armés sont essentiellement le fait des croisades et des guerres de « Reconquista » au détriment des musulmans installés depuis plusieurs siècles dans le sud de la péninsule ibérique ou de l'Italie. En France, l'expansion musulmane avait été arrêtée près de Poitiers par Charles Martel en 732.
Sur les mers du bassin méditerranéen sévissent les barbaresques.
De multiples migrations ont porté des foules ou des petits groupes d'Occidentaux vers Jérusalem, du XIe au XIIIe siècle. Ces pérégrinations n'ont été qualifiées de croisades que tardivement. Les contemporains en effet ne distinguaient pas clairement pèlerinage et croisade. En 1095, le pape Urbain II lance ce qui a par la suite été appelé la première croisade, afin de reprendre les Lieux Saints à Jérusalem (dont le Saint-Sépulcre, tombeau de Christ) qui avaient été conquis par les musulmans au VIIe siècle.En 1071 a lieu la bataille de Manzikert, qui oppose les Seldjoukides à l'empire byzantin, la victoire des Sedjoukides durant cette bataille va marquer le début de la fin de l'empire byzantin. 1099, Jérusalem tombe aux mains des croisés, mais en 1187, le calife égyptien Saladin reprend la ville. En 1204, la quatrième croisade ravage Constantinople, mise à sac, brulée et pillée, ce qui prélude au schisme des Églises d'Orient et d'Occident. En dépit des conflits de pouvoir et d'intérêt qui ont souvent prévalu sur l'idéal spirituel, on ne peut cependant oublier les motivations, les souffrances et les élans mystiques des croisés qui s'engagèrent dans ces expéditions périlleuses.

### Contacts commerciaux
Le commerce en Méditerranée est très actif :
- d'Europe du Nord viennent du bois et des fourrures ;
- d'Europe de l’Est viennent des esclaves. Les esclaves n'ont jamais la même religion que leurs maîtres (les musulmans ont des esclaves chrétiens pour le harem et les chrétiens ont des esclaves païens) — voir l'article traite orientale à ce sujet.
- d'Europe de l’Ouest viennent des draps (lainages) fabriqués en Angleterre et en Flandre qui sont très appréciés en Méditerranée. Les armes sont également la spécialité des Européens de l'Ouest (chevaliers) ;
- d'Orient viennent les épices, les bijoux, la soie, et des étoffes (produits de luxe).

Les grands ports méditerranéens sont Venise, Gênes, Pise et Constantinople, républiques maritimes qui doivent leur fortune aux croisades qu'elles arment.
Ces contacts commerciaux sont favorisés par l'apparition et le développement de techniques concernant :
- l'astrologie, la géographie comme l'astrolabe inventé par les musulmans.
- de nouveaux bateaux à voile, les nefs.
- la finance, notamment la naissance de compagnies commerciales. Le contrat de change voit le jour, système de change et de crédit qui permet d'éviter la circulation de grandes sommes d'argent.

Le capitalisme marchand est né.

### Contacts culturels
La coexistence de populations d'origines, de langues et de religions diverses permet une effervescence culturelle, comme en Sicile par exemple. À Tolède, ville conquise en 1085 par les Castillans, cohabitent chrétiens, musulmans, et juifs.
Ce sont les Occidentaux qui ont le plus profité des échanges culturels. En effet, à travers le monde musulman et les marchands italiens (des républiques maritimes) et byzantins, ils ont découvert la xylographie (ancêtre de l'imprimerie), la porcelaine, la soie, le papier, les chiffres arabes, la médecine, l'algèbre, des plantes inconnues jusqu'alors telles l'abricotier, le cerisier, l'oranger… Ils ont pu redécouvrir les auteurs grecs et latins, les mathématiciens, les philosophes comme Aristote et Platon. Ils ont également découvert l'art byzantin (coupole…).
Les techniques guerrières des occidentaux étaient cependant plus efficaces[réf. nécessaire].